# Salmour
Salmour (piemontesisch Salmor) ist eine Gemeinde in der italienischen Provinz Cuneo (CN), Region Piemont.

## Lage und Einwohner
Salmour liegt etwa 35 km nordöstlich von der Provinzhauptstadt Cuneo  und knapp 70 km südlich von Turin entfernt. Das Gemeindegebiet umfasst eine Fläche von 12,7 km² und hat 718 Einwohner (Stand 31. Dezember 2023). Zur Gemeinde gehören auch die Weiler Sant’Antonino, Mellani und Valentino. Die Nachbargemeinden sind Bene Vagienna, Cervere, Cherasco, Fossano und Narzole.

## Geschichte
901 schenkte der Karolinger-König Ludwig IV. dem Bischof von Asti den Ort «Sarmatorium», später Salmour genannt. Zwischen Ende des 10. und Anfang des 11. Jahrhunderts etablierte sich eine Herrschaft in Alineo, deren Herren sich ab der zweiten Hälfte des 11. Jahrhunderts von Sarmatorio nannten, denen neben Salmour auch Monfalcone (S. Leodegario nel Cherasco), Cervere und Fontane (Roreto di Cherasco) gehörten. 1309 übertrug Robert von Anjou den Bolleri das Lehen der Burg von Sarmatorio. Das im Herzogtum Savoyen gelegene Lehen ging in der Neuzeit an die Familie Tesauro über, die den Titel Grafen von Salmour erhielt. Mitte des 17. Jahrhunderts fiel das Lehen im Erbweg an die Familie Gabaleone, Grafen von Andezeno, die auch den Titel Grafen von Salmour erbten.
Giovanni Michele Gabaleone, Graf von Salmour († 1691), heiratete Caterina di Balbiano aus dem Hause der Marchesi von Colcavagno, mit der er drei Kinder hatte. Nach seinem frühen Tod im Militärlager vor Cuneo heiratete seine Witwe 1695 den Markgrafen Karl Philipp von Brandenburg-Schwedt, einen Halbbruder des brandenburgischen Kurfürsten und späteren preußischen Königs Friedrich I., was diplomatische Komplikationen zwischen den Königshöfen von Turin, Berlin, Wien und der Römischen Kurie auslöste. Doch starb der Markgraf noch im selben Jahr. 1707 heiratete Caterina in dritter Ehe den sächsischen Feldherrn und Minister August Christoph von Wackerbarth. Während Caterinas ältester Sohn das Gut Salmour erbte, wurde der jüngere Giuseppe Antonio (1685–1761) von seinem Stiefvater adoptiert, machte Karriere als Minister am sächsischen Hof und erbte von seinem Adoptivvater bedeutende Güter. Joseph Anton Gabaleon von Wackerbarth-Salmour wiederum adoptierte seinen Neffen Giuseppe Antonio Gabaleone, den Erben von Salmour, der ebenfalls nach Dresden ging und dort die Gräfin Helena Isabella Lubieńska heiratete. Sein Bruder Casimiro Giuseppe erbte Andezeno; dessen Sohn Luigi Gabaleone di Salmour d'Andezeno (1765–1831) wurde General im Kampf gegen das revolutionäre Frankreich. Helenas Sohn Giuseppe Gabaleone di Salmour verkaufte 1819 seine sächsischen Besitzungen und kehrte ins Piemont zurück. Der letzte dieser Linie war der italienische Senator Ruggiero Gabaleone di Salmour, der 1878 starb. Die Villa Salmour mit dem Lehen ging dann an die Barone Crova di Vaglio über. Heute werden die barocke Villa und ihr Park als Altenheim genutzt.
1940 wurde der Name der Gemeinde in Salmore italienisiert. 1951 nahm sie ihren ursprünglichen Namen wieder an.